# Muccunetti
I muccunetti (termine dialettale che vuol dire "bocconcini"), sono antichi dolci tipici della Sicilia occidentale, precisamente di Mazara del Vallo, realizzati con zuccata, mandorle, zucchero e uova. I muccunetti vengono realizzati tutti a mano seguendo l'antica ricetta, e confezionati ad uno ad uno nella carta velina, a forma di grosse caramelle.
Oggi si trovano in commercio nelle pasticcerie siciliane, oltre che nel convento di San Michele secondo il vecchio metodo di vendita: si passano i soldi in una ruota di ferro che gira e inghiotte le monete, lasciando al loro posto un pacchetto di dolci.

## Storia
I muccunetti nascono grazie alla maestria delle Suore benedettine del Convento di clausura di San Michele di Mazara del Vallo, secondo l'antica tradizione pasticcera siciliana dei conventi di clausura, che ha contribuito ad arricchire l'arte dolciaria siciliana.
L'arte pasticcera sin dall'antichità svolgeva un ruolo fondamentale nella vita monacale, infatti dolci realizzati venivano dati in dono come moneta, e in questo modo il chiostro acquistava l'attenzione del mondo esterno.
Sul finire del XVIII secolo l'arte dolciaria nei conventi si diffuse a dismisura fino a diventare fonte di reddito.